# Bronisław Malinowski (lotnik)
Bronisław Malinowski (ur. 12 lutego 1912 we Lwowie, zm. 1 maja 1982 w Londynie) – kapitan pilot Wojska Polskiego II RP.

## Życiorys
Urodził się w rodzinie o tradycjach wojskowych, miał 12 braci i siostrę (trzech jego braci zginęło w wojnie 1918-20). W 1929 przerwał naukę we Lwowskiej Szkole Technicznej i wstąpił do Wojska Polskiego – do 6 pułku lotniczego we Lwowie. W 1930 został skierowany go do Szkoły Pilotów w Bydgoszczy, a w 1932 na Wyższy Kurs Myśliwski do Grudziądza. Służył następnie jako pilot myśliwski w 3 pułku lotniczym w Poznaniu, po czym od 1934 służył jako instruktor pilot w Szkole Podchorążych Lotnictwa w Dęblinie (wśród jego uczniów byli m.in. Stanisław Skalski i Eugeniusz Horbaczewski).
Po wybuchu II wojny światowej, 1 września 1939, wszedł w skład jednego z formowanych w Dęblinie z instruktorów improwizowanych kluczy myśliwskich, latających na przestarzałych myśliwcach PZL P.7. Podczas kampanii wrześniowej odbył 3 loty bojowe, bez sukcesów. 11 września otrzymał rozkaz zniszczenia samolotów z braku paliwa. Następnie, wraz z innymi polskimi pilotami ewakuował się do Rumunii, skąd przez Jugosławię i Grecję przedostał się do Francji. We Francji, po przeszkoleniu, skierowano go 13 maja 1940 w stopniu plutonowego do grupy pilotów transportujących samoloty do jednostek, pod dowództwem Mieczysława Wolańskiego. Po upadku Francji, pod koniec czerwca 1940, uczestniczył w locie ewakuacyjnym z Marsylii do Casablanki w Afryce dwusilnikowych bombowców LeO 451, nie posiadając przy tym map. Po szczęśliwym przelocie, udał się statkiem do Wielkiej Brytanii.
W Wielkiej Brytanii po krótkim przeszkoleniu, przydzielono go od razu na początku sierpnia w stopniu sierżanta do 43 dywizjonu myśliwskiego RAF, w którym wszedł do akcji w bitwie o Anglię. 7 sierpnia 1940, latając na Hawker Hurricane zestrzelił bombowiec Ju 88. Następnie przeniesiono go do 501 dywizjonu RAF. Na początku września jego samolot został zestrzelony nad Anglią. Wiosną 1941 został przydzielony do polskiego 302 dywizjonu myśliwskiego. Po rocznym pobycie, został skierowany na sześciomiesięczną przerwę, w czasie której szkolił pilotów w 58 OTU (Ośrodku Treningu Operacyjnego), po czym ponownie wrócił do służby bojowej. W tym czasie polskie dywizjony myśliwskie operowały głównie w lotach nad okupowaną Francją. 30 grudnia 1942 zaliczono mu prawdopodobne zestrzelenie myśliwca Messerschmitt Bf 109 nad Francją, na myśliwcu Spitfire. Od lutego do maja 1943 ochotniczo walczył w Polskim Zespole Myśliwskim (Polish Fighting Team) w Tunezji, zestrzeliwując 6 kwietnia Bf 109. Następnie powrócił do 302 dywizjonu.
8 września 1943 eskortował w składzie dywizjonu wielką amerykańską wyprawę bombową. Podczas walki powietrznej z dużą formacją myśliwców niemieckich, na pograniczu Francji i Belgii, Malinowski według niektórych źródeł zestrzelił dwa myśliwce Bf 109, lecz jego samolot został uszkodzony, a on sam został raniony w nogę i musiał przymusowo lądować w Belgii. Zdołał wydostać się z samolotu i ukryć, dzięki pomocy miejscowych rolników i ruchu oporu, mimo niemieckich poszukiwań. 12 września potajemnie operowano mu ranę nogi w szpitalu w Ypres i był ukrywany tam m.in. w kostnicy. W Belgii był ukrywany w różnych miejscach przez ruch oporu do listopada, następnie został przewieziony przez Francję pod granicę hiszpańską. Zdołał pieszo pokonać granicę przez Pireneje i trafić do ambasady brytyjskiej w Madrycie. Ostatecznie, przez Gibraltar dotarł 24 grudnia 1943 statkiem do Anglii.
W Wielkiej Brytanii powrócił do latania w dywizjonie 302, jako dowódca eskadry. 13 czerwca 1944, podczas wsparcia lądowania w Normandii, został zestrzelony nad Francją przez artylerię przeciwlotniczą. Wylądował przymusowo na terenie zajętym przez wojska alianckie, jednak doznał ponownie urazu nóg. Do końca wojny pozostawał na leczeniu, jednakże problemy zdrowotne związane z urazami pozostały mu do końca życia. Wojnę zakończył w stopniu porucznika pilota, awansowany później na kapitana pilota.
Podczas wojny odbył 113 lotów bojowych. Według oficjalnej listy zwycięstw Polskich Sił Powietrznych zestrzelił 3 samoloty na pewno i 1 prawdopodobnie, według zestawień RAF zestrzelił 4 samoloty na pewno, 1 prawdopodobnie i 1 uszkodził (w okresie od sierpnia 1940) 1.
Po wojnie przyjął ofertę służby w lotnictwie Pakistanu (Royal Pakistani Air Force). Przez jakiś czas służył w stopniu Flight Lieutenanta jako dowódca sekcji szkolnej nawigacji (Navigation Training Section) w RPAF College w Risalpur. Zobacz Historia polskich lotników w PAF. Po zakończeniu kontraktu pozostał na emigracji w Londynie. Zmarł 1 maja 1982 w Londynie, pochowany w Polsce w Ksawerowie.
W 1976 we wsi Madonna w Belgii odsłonięto z udziałem Malinowskiego tablicę poświęconą pamięci czterech patriotów belgijskich, którzy udzielili pomocy Malinowskiemu, a następnie zginęli w niemieckich obozach (Michel Buyse, Adolf Coryn, Jules Opsomer, Art Verhoustraete).

## Ordery i odznaczenia
- Krzyż Srebrny Orderu Wojennego Virtuti Militari (nr 8580)
- Krzyż Walecznych – czterokrotnie
- Srebrny Krzyż Zasługi z Mieczami
- francuski Croix de Guerre 1939-1945
- brytyjski Distinguished Flying Cross